# أوجين كارير
أوجين كارير (بالفرنسية: Eugène Carrière)‏ هو مصمم ليثوغراف ورسام فرنسي، ولد في 16 يناير 1849 في Gournay-sur-Marne ‏ في فرنسا، وتوفي في 27 مارس 1906 في باريس في فرنسا.

## وصلات خارجية
- أوجين كارير على موقع الموسوعة البريطانية (الإنجليزية)
- أوجين كارير على موقع ميوزك برينز (الإنجليزية)